# Littlerock
Littlerock é uma região censo-designada localizada no estado americano da Califórnia, no Condado de Los Angeles.

## Demografia
Segundo o censo americano de 2000, a sua população era de 1402 habitantes.

## Geografia
De acordo com o United States Census Bureau tem uma área de 3,8 km², dos quais 3,8 km² cobertos por terra e 0,0 km² cobertos por água. Littlerock localiza-se a aproximadamente 881 m acima do nível do mar.

## Localidades na vizinhança
O diagrama seguinte representa as localidades num raio de 32 km ao redor de Littlerock.